# Hubert Zeinar
Hubert Zeinar (* 8. Oktober 1946 in Wien; † 9. Februar 2021 in Krems an der Donau) war ein österreichischer Offizier (Oberst dhmfD aD), Beamter (Ministerialrat i. R.),  Militärwissenschaftler und Ethnologe. Von 1993 bis 1996 war er Präsident der Gesellschaft für Österreichische Heereskunde.

## Leben
Zeinar wurde 1946 in Wien geboren und maturierte am Realgymnasium im 19. Wiener Gemeindebezirk (Döbling). Im Anschluss trat er in das österreichische Bundesheer ein. 1964 absolvierte er den Grundwehrdienst in der Einjährig-Freiwilligen-Kompanie (EF-Kp) der Fliegerschulabteilung (FISAbt) in Zeltweg in der Steiermark. Von 1965 bis 1968 besuchte er die Theresianische Militärakademie (TherMilAk) in Wiener Neustadt (Jahrgang „Prinz Eugen“). 1968 wurde der Leutnant zum Fliegerausbildungsbataillon nach Hörsching bei Linz ausgemustert. Danach wurde er mehrere Jahre als Adjutant und Kompaniekommandant verwendet, so auch als Kommandant der Schulkompanie Kleinkrieg der Heeressport- und Nahkampfschule (HSNS), und absolvierte den Truppenkommandantenkurs. Außerdem war an folgenden UN-Einsätzen des Bundesheeres beteiligt: UNDOF, UNTSO, UNFICYP und UNIKOM.
Als Leutnant absolvierte er 1971 den 9. Jagdkommandokurs in Hainburg.
Neben seinen militärischen Weiterbildungen zum Stabsoffizier S3 und S4 und dem Truppenkommandantenkurs/Jäger, begann er 1981 berufsbegleitend an der Universität Wien mit dem Studium der europäischen Ethnologie (Volkskunde), Archäologie, Geschichte, Kunstgeschichte und Völkerkunde.  
Die Sponsion zum „Magister der Philosophie“ (Mag.phil.) erfolgte 1987 mit der Diplomarbeit „Zur Kulturgeschichte der Kaserne unter Berücksichtigung Niederösterreichischer Kasernen“, die Promotion zum „Doktor der Philosophie“ (Dr. phil.) 1995 mit der Dissertation „Symbole und Abwehrzeichen auf Fahne, Waffe und Uniform“ bei Károly Gaál und Arnold Suppan.
1990 wurde er wissenschaftlicher Beamter im Heeresgeschichtlichen Museum (HGM) in Wien und 1997 Hauptlehroffizier und Forscher an der Landesverteidigungsakademie (LVAk) in Wien. 1998 wurde er Referatsleiter in der Abteilung Dienstbetrieb/S III im Bundesministerium für Landesverteidigung und Sport (BMLVS) und später im Führungsstab (FüStb), dort verantwortlich für die Traditionspflege. 2007 trat der Beamte und Offizier des höheren militärfachlichen Dienstes (dhmfD) des Milizstandes in den Ruhestand (i. R.).
Von 1993 bis 1996 war er Präsident der „Österreichischen Gesellschaft für Heereskunde“ (ÖGHK), von 1995 bis 2015 Mitglied der „Militärhistorischen Denkmalkommission des BMLV“.
Zeinar war Philistersenior (Vorsitzender) der Altherrenschaft der österreichischen katholischen akademischen Verbindung (Ö.k.a.V.) Theresiana Wiener Neustadt.
Hubert Zeinar wurde am 26. Februar 2021 auf dem Heiligenstädter Friedhof in Wien (Teil A, Gruppe 3, Nummer 169) bestattet.

## Auszeichnungen
- 1992: Silbernes Ehrenzeichen für Verdienste um die Republik Österreich
- 2006: Großes Ehrenzeichen für Verdienste um die Republik Österreich
- 2015: Österreichisches Ehrenkreuz für Wissenschaft und Kunst I. Klasse[3]

## Schriften (Auswahl)
- Manager in Uniform. Entwicklung und Tradition des Offiziersberufes. Neuer Wissenschaftlicher Verlag, Wien 2002, ISBN 3-7083-0031-9.
- Wallfahrtsort Wien. Die Wiener Wallfahrtskirchen. Iberia-Verlag, Wien 2003, ISBN 3-85052-123-0.
- Vom Zauber der Montur. Symbole und Abwehrzeichen auf Uniformen, Fahnen und Waffen österreichischer Heere. Verlag Infothek, Wien 2005, ISBN 3-902346-24-8.
- Geschichte des österreichischen Generalstabes. Böhlau, Wien u. a. 2005, ISBN 3-205-77415-9.
- Das Haus Hütteldorfer Straße Nummer 126 – ein Stück Wiener Militärgeschichte (1898–2008). Bundesministerium für Landesverteidigung, Wien 2008, ISBN 978-3-9502653-0-9.
- Zu Weihnachten sind wir wieder zurück!: Weihnachts- und Neujahrspostkarten aus dem 1. Weltkrieg. Vehling, Graz 2013, ISBN 978-3-85333-242-9.
- mit Robert Bouchal: Kraftorte in Wien: Energie tanken, Ausgleich finden. Pichler, Wien u. a. 2014, ISBN 978-3-85431-650-3.